# Manuel Wiedemann
Manuel Wiedemann (* 1983 in Stuttgart) ist ein Schweizer Filmemacher.
Wiedemann schloss 2010 sein Design & Kunst-Studium an der Hochschule Luzern mit einer Arbeit über die Strassenkunst ab. Daraus entstand der Kurzfilm Störfaktor mit Kush Karisma in der Hauptrolle, der am Locarno Festival und anderen Filmfestivals gezeigt wurde und Preise in Basel, Zürich und Luzern gewann.
Wiedemann nahm 2013 als Rapper Manoo bei 1 City 1 Song teil. Er drehte Musikvideos unter anderem mit Abart, AyCut, Baze, Brandhärd, Chilz, Jakebeatz, Kusco, Kush Karisma, Rapreflex, S-Hot, ScarvesButNoShoes und Teiler.